# Орешников Роман Олександрович
Рома́н Олекса́ндрович Оре́шников (рос. Роман Александрович Орешников; нар. 6 лютого 1983, Керч) — російський спортсмен. Заслужений майстер спорту Росії. Срібний призер Чемпіонату Європи з бобслею 2006 року (у змаганнях двійок, разом із Дмитром Абрамовичем). У 2007 році в складі екіпажу-четвірки (разом з Євгеном Поповим, Дмитром Степушкіним і Дмитром Труненковим виграв Кубок світу з бобслею.

## Життєпис
Роман Орешников народився 6 лютого 1983 року в місті Керч Кримської області УРСР.
Займався легкою атлетикою, але після пропозиції тренера Сергія Смирнова перейшов у бобслей.
Проживає в Красноярську, Росія.